# Daniela Teixeira
Daniela Rodrigues Teixeira (Brasília, 21 de fevereiro de 1972) é uma magistrada brasileira, atual ministra do Superior Tribunal de Justiça (STJ).
Formada em direito pela Universidade de Brasília (UnB), com mestrado pelo Instituto Brasileiro de Ensino, Desenvolvimento e Pesquisa (IDP), atuou como advogada de 1996 a 2023 e foi conselheira federal da Ordem dos Advogados do Brasil (OAB) de 2010 a 2013 e 2019 a 2022. Integrou o Grupo Prerrogativas.
Foi indicada pelo presidente Luiz Inácio Lula da Silva para a vaga destinada à Ordem dos Advogados do Brasil no Superior Tribunal de Justiça, em 29 de agosto de 2023, tomando posse em 22 de novembro do mesmo ano.

## Biografia

### Formação
Formou-se em direito pela Universidade de Brasília (UnB), em 1996. Concluiu especialização em direito econômico pela Fundação Getulio Vargas (FGV), em 1998, e mestrado em direito pelo Instituto Brasileiro de Ensino, Desenvolvimento e Pesquisa (IDP), em 2020, tendo sido orientada pelo professor Ney Bello Filho.
Também cursou, sem concluir, graduação em ciência política na UnB, entre 1990 e 1992, e doutorado em direito civil na Universidade de Buenos Aires, em 2010.

### Trajetória profissional
Foi assessora parlamentar do Sindicato Nacional das Empresas Aeroviárias (SNEA) junto ao Congresso Nacional, de 1995 a 1996, e sócia do Escritório de Advocacia Professor Arnoldo Wald, em Brasília, de 1996 a 2012, quando abriu seu próprio escritório, com atuação perante os tribunais superiores (STF, STJ e TSE).
Foi conselheira federal da Ordem dos Advogados do Brasil (OAB), nas gestões de 2010 a 2013, presidida por Ophir Cavalcante, e de 2019 a 2022, presidida por Felipe Santa Cruz, bem como vice-presidente da OAB/DF, entre 2016 e 2019, e presidente de honra da Comissão Nacional da Jovem Advocacia do Conselho Federal.
Em 2022, passou a integrar o Conselho Superior de Assuntos Jurídicos da Federação das Indústrias do Estado de São Paulo (FIESP).

### Lei "Julia Matos"
É uma das autoras da lei número 13 363 de 25 de novembro de 2016 (lei "Julia Matos"), que dispensa gestantes e lactantes de passarem em aparelhos de raios X na entrada nos fóruns e tribunais, o que poderia fazer mal ao bebê. A lei definiu que, nesses casos, deve ser feita a revista manual. Por essa iniciativa, recebeu da Comissão de Defesa dos Direitos da Mulher da Câmara dos Deputados o prêmio "Mulher-Cidadã Carlota Pereira de Queirós".
A origem da lei se deu em 2013, quando Teixeira estava grávida e faria uma sustentação oral perante o Conselho Nacional de Justiça (CNJ), tendo solicitado prioridade na pauta em razão da gravidez. O ministro Joaquim Barbosa, então presidente do CNJ, negou o pedido, fazendo com que a advogada tivesse que esperar quase o dia todo para ter o seu processo apregoado. Após a sua sustentação, passou mal e teve que ser internada com contrações. Sua filha, Julia — que dá o nome à lei — nasceu prematura e ficou 61 dias internada na UTI neonatal.

### Embate com Jair Bolsonaro
Em setembro de 2016, durante uma sessão de audiência pública na Câmara dos Deputados sobre a cultura do estupro, sustentou, como representante da OAB, que sem punição aos agressores a violência não diminuiria, completando que a punição deve ser aplicada "seja a quem for o agressor" e citou "um deputado que é réu numa ação no STF". Nesse momento, o então deputado federal Jair Bolsonaro falou fora do microfone: "Aponta o nome dele!". Ao que Teixeira respondeu: "É o senhor, Jair Bolsonaro, o réu no inquérito já admitido pelo STF".
A advogada se referia ao inquérito no STF para apuração de uma suposta prática dos delitos de incitação ao crime de estupro e injúria contra a também deputada Maria do Rosário, em 2014. A deputada estava presidindo a sessão e pediu que a segurança se dirigisse ao local para conter os ânimos de Bolsonaro, que foi segurado por outros deputados. Teixeira saiu escoltada do plenário.

### Tribunal Superior Eleitoral (TSE)
Em 2019, foi incluída pelo Supremo Tribunal Federal (STF) em lista tríplice encaminhada ao então presidente Jair Bolsonaro para integrar o Tribunal Superior Eleitoral (TSE), em vaga destinada a jurista. Embora fosse a mais votada da lista pelos ministros do STF e tivesse apoio da ministra Rosa Weber, não foi escolhida, tendo o presidente nomeado o advogado Carlos Velloso Filho. A imprensa considerou a indicação de Teixeira como improvável, tendo em vista o atrito da advogada com Bolsonaro na Câmara dos Deputados em 2016.

### Superior Tribunal de Justiça (STJ)

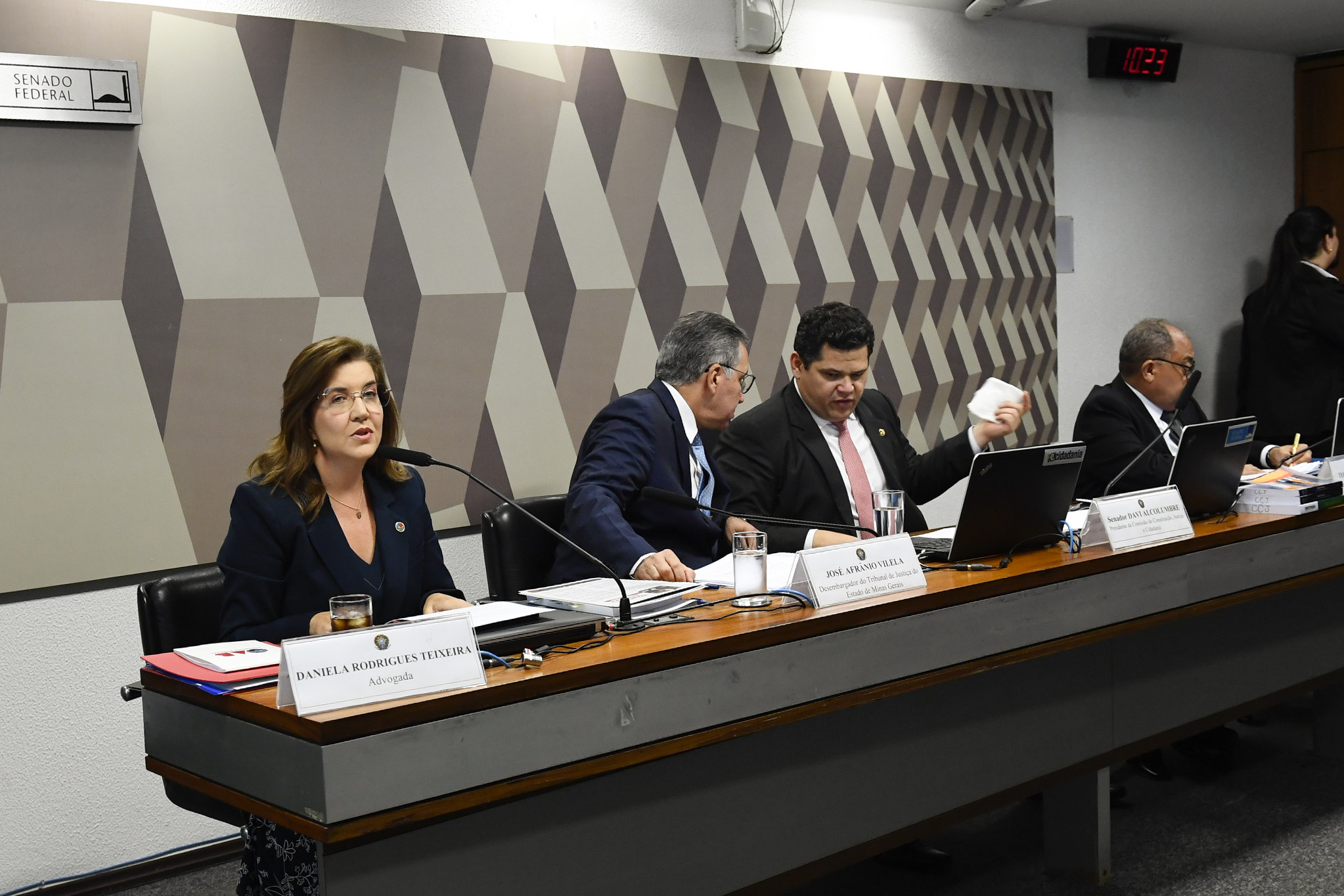
Durante a sabatina na CCJ, em 25 de outubro de 2023. Foto:Roque de Sá/Agência Senado

#### Indicação
Em 19 de junho de 2023, após sabatina e votação na Ordem dos Advogados do Brasil, integrou a lista sêxtupla para indicação à vaga de ministro no Superior Tribunal de Justiça (STJ) destinada à OAB, juntamente aos advogados Luís Cláudio Chaves, Luiz Cláudio Allemand, Otávio Rodrigues, André Godinho e Márcio Fernandes.
| “                                                                | Me sinto imensamente honrada com o reconhecimento concedido a mim pela minha categoria. Agora, começarei, com muita humildade, uma nova campanha junto aos ministros do Superior Tribunal de Justiça para mostrar a eles toda a minha caminhada. | ” |
| — Daniela Teixeira em declaração após a eleição da lista da OAB, | |   |

Em 23 de agosto, o STJ, conforme o rito da indicação, reduziu a lista sêxtupla da OAB para tríplice. Foram escolhidos, além de Daniela, Luiz Cláudio Allemand e Otavio Luiz Rodrigues Junior. A seguir, a lista foi encaminhada para o presidente da República para indicação do novo ministro ou ministra do STJ.
Em 29 de agosto de 2023, foi escolhida a partir da lista tríplice pelo presidente Luiz Inácio Lula da Silva. Ela ainda precisaria passar por sabatina na Comissão de Constituição, Justiça e Cidadania (CCJ) e por votação no plenário do Senado Federal para assumir o cargo.

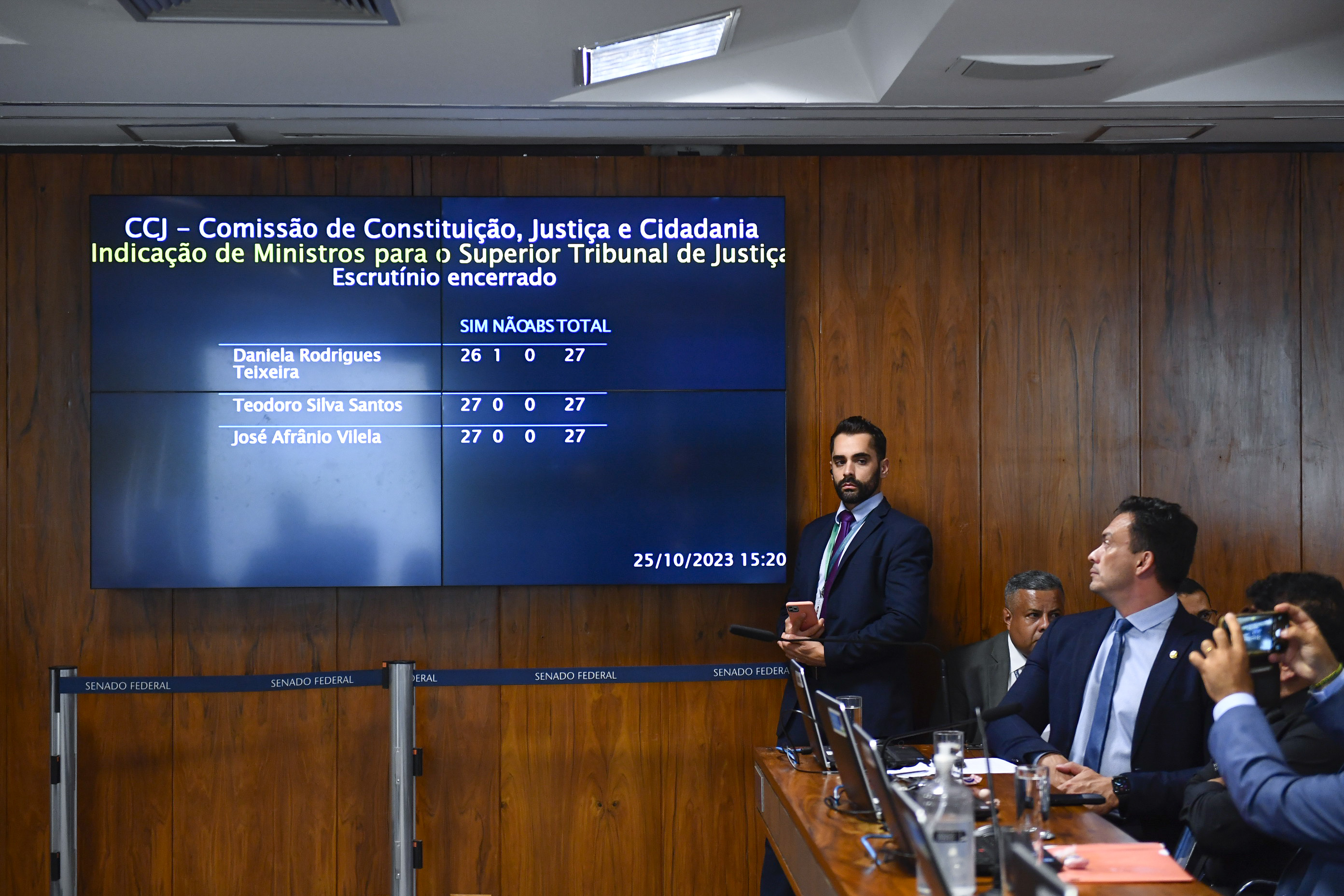
Resultado da votação na CCJ/Senado Federal após a sabatina. Foto:Roque de Sá/Agência Senado.

| “                                             | Com Daniela Teixeira, trilhei uma jornada de 15 anos na luta pelo avanço das pautas da advocacia, pelas garantias de nossas prerrogativas, pela ampliação do direito de defesa, e tantas outras batalhas de interesse de nossa classe. Agora, ela segue na missão de representar a advocacia perante o Tribunal da Cidadania. Tenho certeza de que ela jamais deixará de defender as bandeiras da OAB, e é por isso que torço. Competência e saber jurídico, ela tem de sobra. | ” |
| — Beto Simonetti, presidente da OAB Nacional, | |   |

#### Senado Federal
Em 25 de outubro de 2023, a indicação foi aprovada pelo Senado Federal, com 26 votos favoráveis e um contrário na CCJ e com 68 votos favoráveis e cinco contrários no plenário.

#### Nomeação presidencial e posse
Em 10 de novembro, seguindo o rito para a posse, foi nomeada pelo presidente Luiz Inácio Lula da Silva.
Tomou posse em 22 de novembro de 2023.

## Condecorações
- Ordem do Mérito de Dom Bosco – Comendador (2013), TRT/10.ª Região[18]
- Medalha do Mérito Eleitoral do Distrito Federal – Jurista (2016), Tribunal Regional Eleitoral do Distrito Federal[19]